# 四溴化铂
四溴化铂是一种无机化合物，化学式 PtBr4。它是一种棕色固体，用处不多，主要用于学术研究。它是定性无机分析的一种试剂。

## 制备
四溴化铂可以由溴铂酸 H2[PtBr6]·9H2O （可以由铂和氢溴酸反应而成）和溴反应而成。
它也可以由铂和溴直接反应而成，不过速度很慢。

## 性质
四溴化铂是一种深红色至深紫色固体，溶于水形成 H2[PtBr4(OH)2] 。它易溶于乙醇和乙醚。四溴化铂的结构为正交晶系，空间群 Pbca (No. 61)，晶格参数 a = 1199 pm、b = 1365 pm 和c = 633 pm。